# Sint-Leonarduskerk (Sint-Lenaarts)
De Sint-Leonarduskerk is een rooms-katholieke bidplaats, gelegen in het dorpscentrum van Sint-Lenaarts in de Belgische gemeente Brecht. Het is een van de weinige kerken in België die Sint-Leonardus van Noblat als patroon heeft.

## Geschiedenis

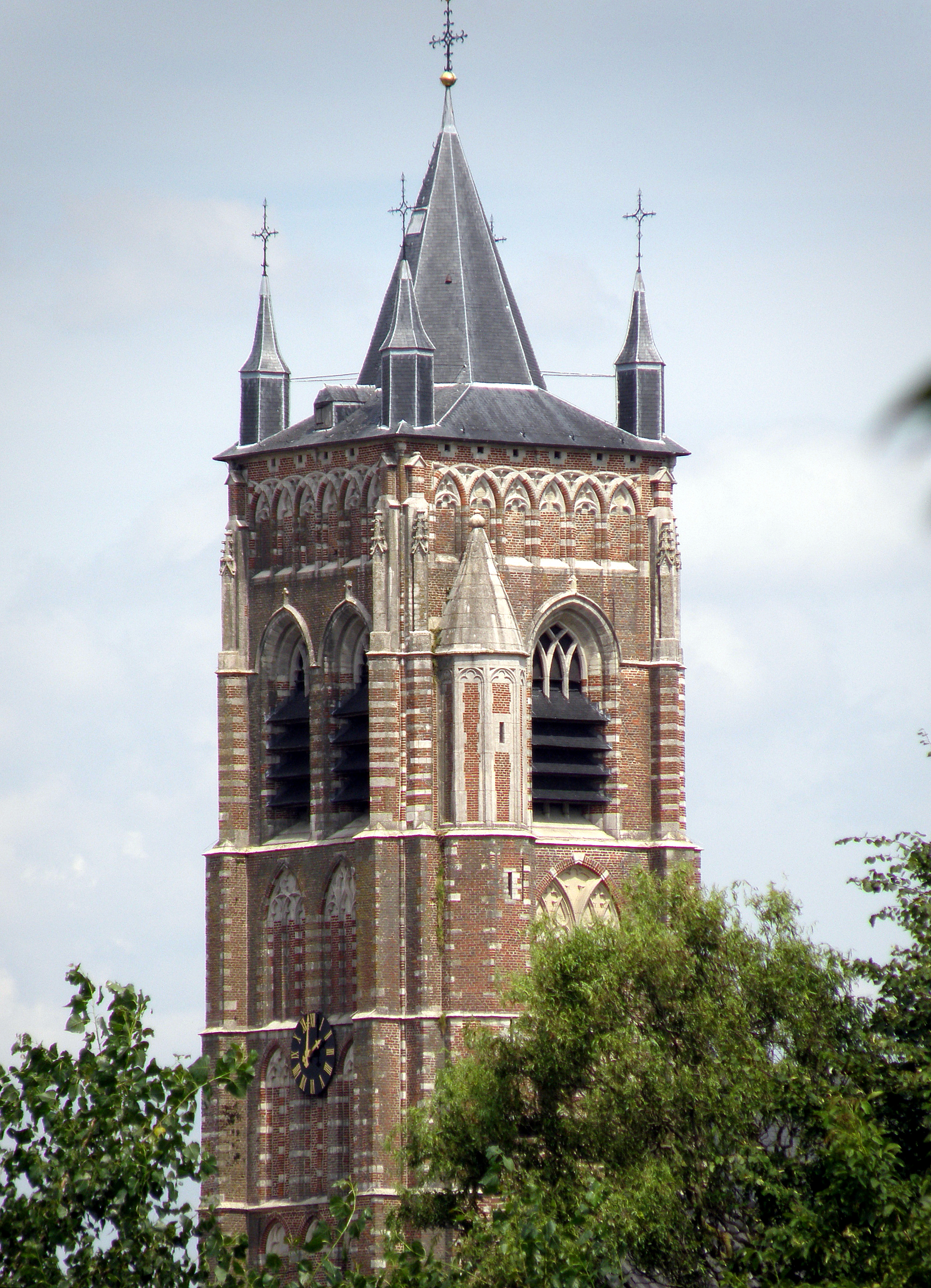
In 1713 blies een rukwind de hoge spits van de toren. Daarom werd deze vervangen door een kleinere, met vier hoektorentjes.

Op de plek waar thans de monumentale kerk staat, bevond zich reeds ten tijde der kruistochten (12e tot 13e eeuw) een bedevaarderskapel gewijd aan Leonardus. Deze was een aanhorigheid van de Sint-Michielskerk te Brecht. In den beginne waren in het bedehuisje geen misvieringen, doch in 1262 gaf de bisschop van Kamerijk toelating om een kapelaan aan te duiden die er gelast werd met het lezen van vier missen per week.
Het dorpscentrum van “Sint-Lenaarts” heette aanvankelijk “Houthoven”, maar ingevolge de verering van Sint-Leonardus in het kapelletje werd zijn naam mettertijd kenmerkend voor het dorp en geraakte de oorspronkelijke naam in onbruik.
Talrijke bedevaarders, via Breda herkomstig uit Nederland en op weg naar Santiago de Compostella in Spanje, passeerden in de bidplaats: zij brachten er offers en schonken giften. Om deze reden waren de inkomsten -in vergelijking tot andere kerken- niet onaanzienlijk. Ingevolge deze voorspoed besliste de bisschop van Kamerijk, Jan VI van Bourgondië, in 1426 dat de kapel vierhonderd gouden kronen moest bijdragen voor de bouw van een kerk in de naburige gemeente Brecht.
In Sint-Lenaarts zelf volgden spoedig de voorbereidselen voor een eigen kerkgebouw, dat de te klein geworden kapel diende te vervangen. Immers, tien jaar later, op 10 juli 1436 gingen de meester-metselaars Jan Stampaert en Claus van Haseldonck met pastoor Hendrik van der Beke (uit Brecht) een verbintenis aan voor de constructie van een toren met een hoge spits. De werken duurden van 1436 tot 1457 en resulteerden in een van de meest monumentale Kempense torens in baksteengotiek. Dit bouwwerk siert nog steeds de kerk.
Echter, de oprichting van de kerk zelf liet nog ongeveer een eeuw op zich wachten. De bouw ervan ving pas aan in 1530 en werd voltooid omstreeks 1550. De opdrachtgevers waren Antoon I van Lalaing: de eerste graaf van het naburige Hoogstraten en waarnemend landvoogd der Nederlanden, evenals zijn echtgenote Elisabeth van Culemborg.
Niet lang nadien, ten tijde van de afscheiding der noordelijke gewesten van de Spaanse Nederlanden (circa 1581), werden zowel Sint-Lenaarts als Brecht herschapen in een conflictgebied: anno 1584 verwoestten de Spanjaarden Brecht en omgeving. De ganse bevolking sloeg op de vlucht en beide dorpen brandden uit. Alleen de Sint-Leonarduskerk -alhoewel zwaar beschadigd- ontsnapte aan de vlammen. Toen omstreeks 1589 de eerste oorlogsvluchtelingen weerkeerden, bleef voor hen als tijdelijk onderdak alleen de kerk over.
De hoge torenspits weerstond in de winter van 1713 niet aan hevige rukwinden en stortte naar beneden. Ingevolge dit voorval werd de spits vervangen door een kleinere, omgeven door vier hoektorentjes zoals we die nu kennen.
In de 19e eeuw, van 1875 tot 1879, werd de kerk -met uitzondering van de toren- grondig hersteld onder leiding van de provinciale bouwmeester Eugeen Gife. De herstelling van de toren (geleid door Louis Gife) volgde van 1886 tot 1887.
Gelet op zijn uitstraling werd het bouwwerk reeds in 1936 beschermd als monument.
Tijdens de Tweede Wereldoorlog, van 1940 tot 1945, werd het door oorlogsgeweld zeer zwaar geteisterd. Toren, daken, gevels, glas-in-loodramen, deuren: schade en vernieling alom. Ook de twee torenklokken overleefden de oorlog niet: de kleine, geplaatst in 1843, werd in 1943 geroofd. De grote, genaamd “Leonardus”, daterende van 1643, werd op het einde van de oorlog beschadigd en verdween spoorloos.
Onmiddellijk na de vijandelijkheden vingen -onder het leiderschap van pastoor Edmond van Noten- grote herstellingswerkzaamheden aan, die duurden van 1946 tot 1953. 
Twee nieuwe klokken, gegoten door Michiels Jr. uit Doornik, werden op zondag, 23 januari 1949 in gebruik genomen.

## Exterieur

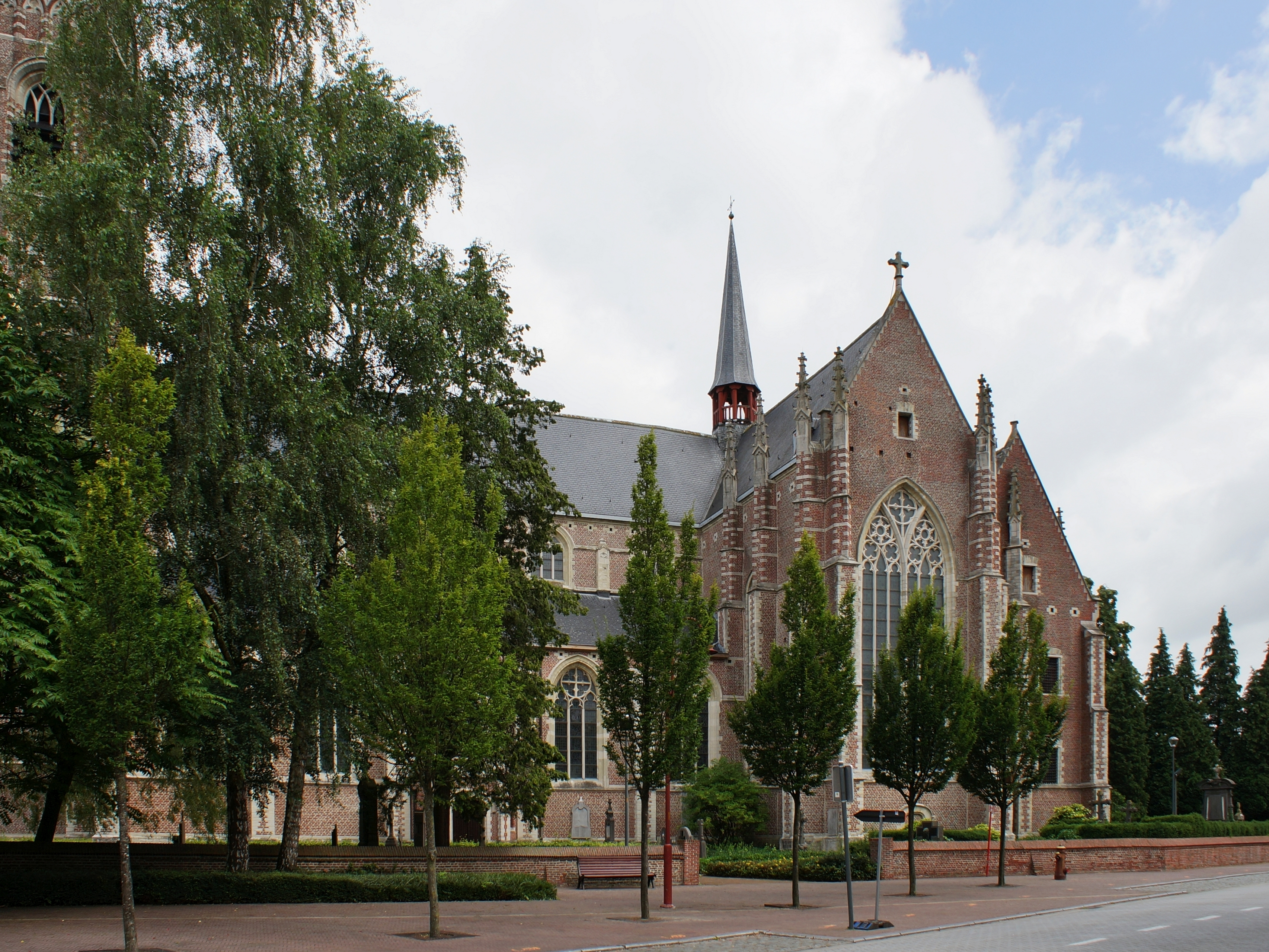
Zijaanzicht. Gevel van de zuidelijke transeptarm en vieringtoren.

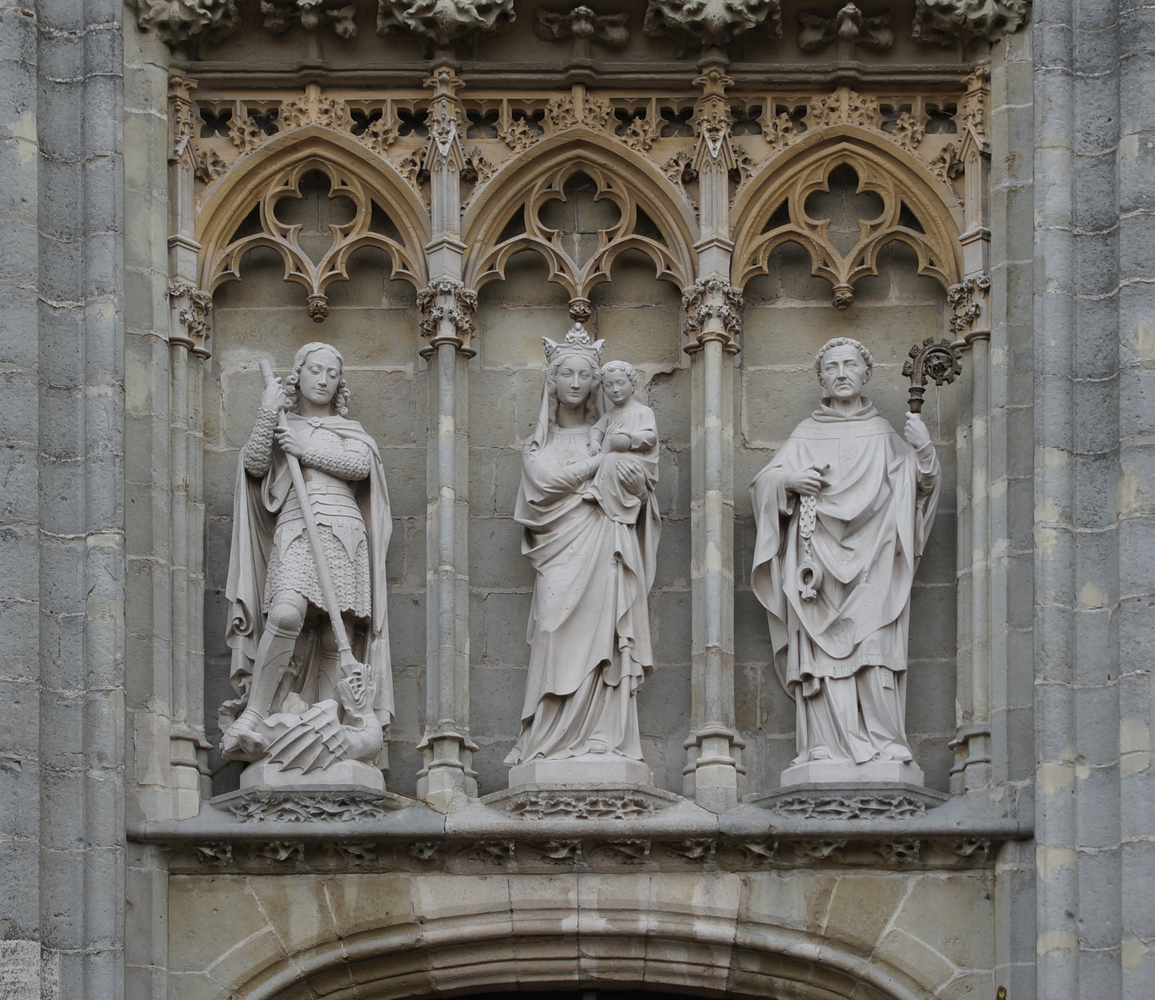
Westelijke torengevel. Beelden van Michaël, Maria en Leonardus, gemaakt door beeldhouwer Frans De Vriendt.

Het bakstenen gebouw wordt omwille van zijn ruimtelijke opvatting en opmerkelijk fraaie afwerking met zandstenen plint, hoekstenen, steunberen, toren, vieringtoren en pinakels, vaak bestempeld als “de Kathedraal van de Heide”.
Het is een driebeukige kruisbasiliek, georiënteerd naar het oosten. 
De westelijke vierkante toren (hoogte: 120 voet, ± 36,58 m) heeft aan elke zijde galmgaten. Aan de westkant, boven de poort met lelievormige hengsels, staan drie beelden in nissen. Zij stellen Sint-Michaël met de draak voor, evenals Maria met het kind Jezus, en ten slotte Sint-Leonardus (patroon der gevangenen) met zijn attribuut: boeien. Deze sculpturen, gemaakt door de Borgerhoutse beeldhouwer Frans De Vriendt, werden geplaatst na 1885 en vervingen gelijkaardige oudere beelden.
Een kerkhof strekt zich uit van de noordelijke kant, via de oost- tot de zuidkant.
Hier treft men (aan de noord- en de oostkant) een ommegang aan, waarin de Zeven weeën van Maria zijn afgebeeld.
Grafmonumenten uit de 18e, 19e en 20e eeuw herinneren daar aan de doden, zowel burgers als enkele parochiepriesters:
- E.H. Cornelius Antonius Lauryssen (° Hoogstraten, 9 augustus 1796, † Sint-Lenaarts, 10 november 1870),
- E.H. Vissers, onderpastoor van 1911 tot 1926,
- E.H. Philippus Wabbes (° Mechelen, 1 maart 1858, † Elsene 15 september 1931), pastoor van 1906 tot 1928. Deze laatste, ridder in de Leopoldsorde, was plaatselijk zeer geliefd. Hij spande zich in voor de verfraaiing van het kerkgebouw en aarzelde niet om daarvoor eigen middelen aan te wenden. Zo schonk hij het glasraam “Sanctus Jacobus”. Daarenboven fungeerde hij als plaatselijke geschiedschrijver. Het boek “Een en ander over mijn parochie” was van zijn hand. De opbrengst ervan diende voor het onderhoud van de kerk. De bevolking van Sint-Lenaarts heeft hem geëerd door de Pastoor Wabbeslaan naar hem te noemen.

Aan de westkant, voor de kerk, staat een voorstelling van het Heilig-Hart. Dit bronzen beeld werd geplaatst ter nagedachtenis van de slachtoffers van de Eerste Wereldoorlog. Aan dit monument werd vorm gegeven door Simon Goossens (° Sint-Lenaarts 1883, † 1964) uit Antwerpen. Het werd gegoten door de kopergieterij Ed. Lesetre & Compagnie uit Brussel.

## Interieur

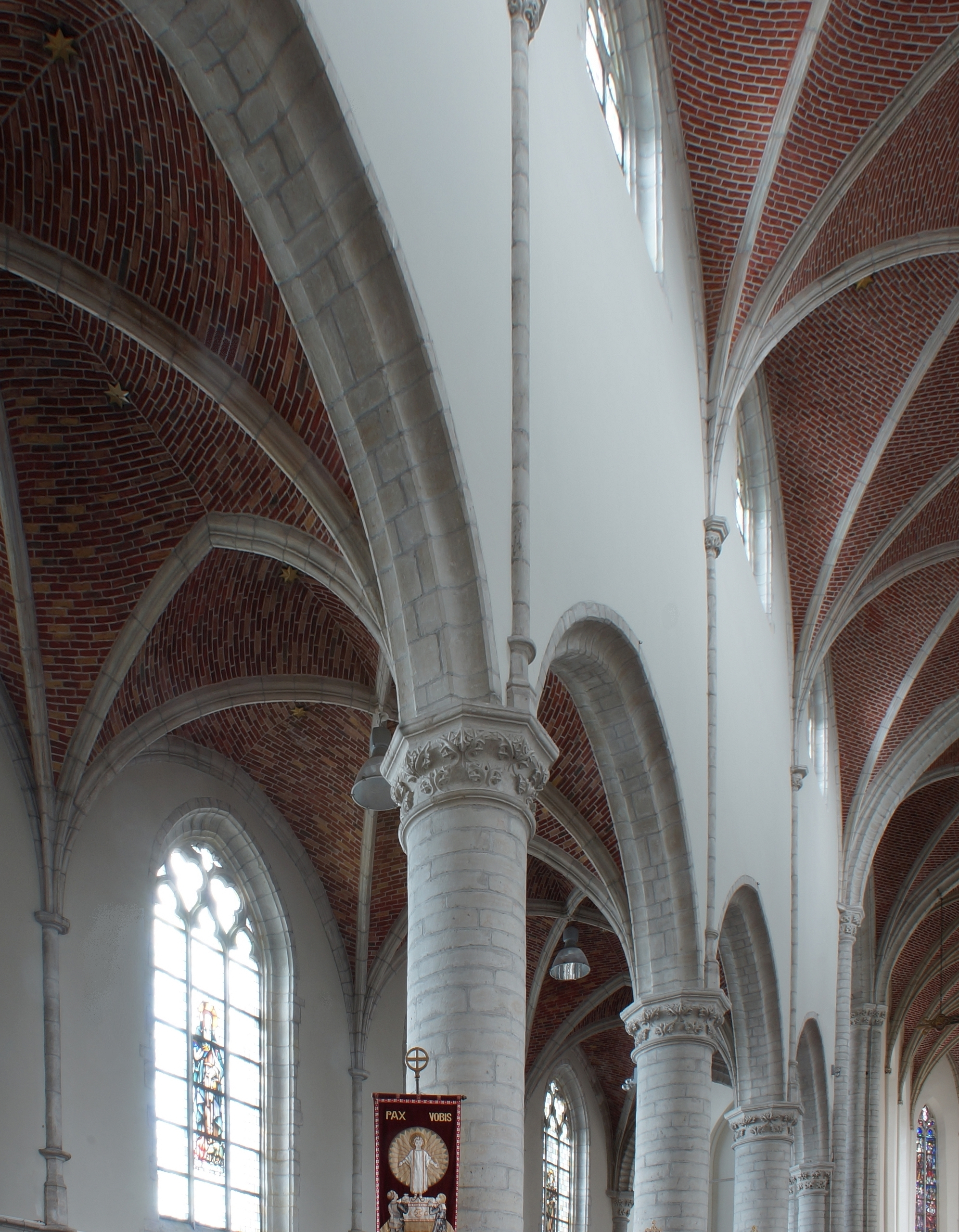
Pilaren en kapitelen.

De vensters van de zijbeuken, van het transept en van het koor nemen grote oppervlakten in. Ze zijn -in weerwil van het gebrandschilderd glas- zeer lichtdoorlatend. Deze elementen, gecombineerd met spitsbogen, zuilen in zandsteen, en bepleisterde geschilderde muren, resulteren in een zeer helder interieur.
Het merendeel der glas-in-loodramen is modern. Ze werden geplaatst van 1948 tot 1952 in het kader van de grote naoorlogse herstellingen (1946-1953) en werden gemaakt door de glazeniers Calders & Zoon uit Antwerpen, naar de kartons van L.K. Crespin (Brussel).
Vanaf november 2007 werd het interieur van de kerk gerestaureerd.

### Hoogkoor

#### Hoofdaltaar
De opzet van het hoofdaltaar bestaat uit een tabernakel en een houten retabel. Het deurtje van het tabernakel, gemaakt uit messing, verbeeldt een zittende Christusfiguur met de begeleidende symbolen “Alpha” en “Omega”, vergezeld van de tetramorf der evangelisten. Het retabel stelt twee gebeeldhouwde taferelen voor. De sculpturen dragen het kenmerk “FDV” en werden gemaakt door Frans De Vriendt (°1829 † 1919).
Het linkertafereel toont de Drie Wijzen die het kind Jezus ontdekken in een stal. Het draagt een latijnse onderschrift: “Invenerunt puerum cum Maria matre ejus et procedentes adoraberunt eum” wat betekent: “Zij vonden het Kind met Zijn moeder Maria en aanbaden het”.
Het rechtertafereel stelt het “Offer van Abraham” voor met als commentaar: “Nunc cognovi quad times Deum et non pepercisti unigenito filio tu propter Me” hetgeen beduidt: “Want nu weet Ik dat gij God vrezende zijt, en uw eniggeboren zoon niet gespaard hebt ter wille van Mij”.
Uiterst rechts op het altaar, onder een pinakel, prijkt een gepolychromeerde voorstelling van Antonius van Padua, de naamheilige van de opdrachtgever voor de bouw van de kerk, met name: ‘’Antoon I van Lalaing’’.
Op het uiteinde links ziet men een beeld van Elisabeth van Hongarije: de naamheilige van Lalaings echtgenote: Elisabeth van Culemborg.

#### Glasramen
Het linkerglasraam stelt het passieverhaal van Christus voor: het "Laatste Avondmaal", het "Hof van Olijven", het "Misprijzen door de hogepriesters", de "Veroordeling door Pontius Pilatus".
In het middelste venster bemerkt men Pilatus die zijn handen wast in de onschuld alsook de ontmoeting van Veronica met Jezus (Vera Icon).
In de voet van dit raam komt een tekst voor, ter gedachtenis van de grote herstelling na de Tweede Wereldoorlog.

Het rechterraam stelt voor: "Christus afgenomen van het kruis" (de zogenaamde “Piëta”), de "Opstanding uit de doden", de "Verschijning aan Maria Magdalena", en de "Hemelvaart".

#### Fresco

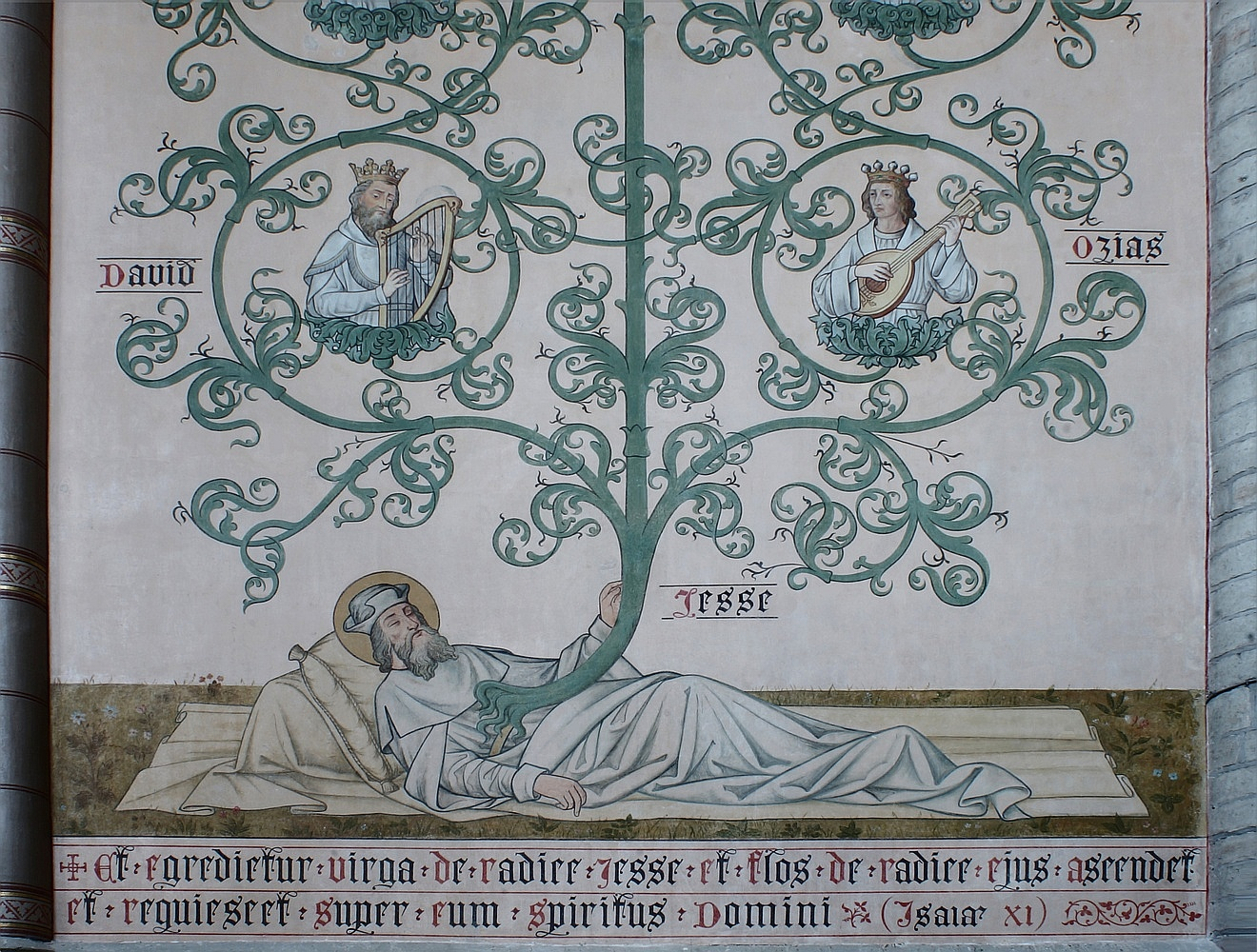
Radix Jesse. Detail van een anonieme muurschildering (overgang van de 19e naar de 20e eeuw).

Op de zuidelijke koormuur ziet men twee grote muurschilderingen:
- de Boom van Jesse (stamboom van Maria)
- de Boom van David (stamboom van Christus).

Beide fresco’s zijn anonieme werken, geschilderd omstreeks de overgang van de 19e naar de 20e eeuw.

### Viering
In de viering hangt, op grote hoogte onder het gewelf, een triomfkruis. Op de uiteinden van de kruisarmen ziet men de tetramorf van de evangelisten Marcus en Lucas; op de kruisbalk de evangelisten Johannes en Mattheüs.
Centraal in de viering staat sedert de postconciliaire liturgische hervorming een offertafel in grijs marmer, die een opvallend sterke gelijkenis vertoont met deze van de Sint-Pieterskerk te Turnhout.

### Kruisbeuk

#### Links
De linkerarm van het transept wordt gekenmerkt door de aanwezigheid van vier opvallende elementen:
- een witte preekstoel in neogotische stijl, gemaakt door beeldhouwer P. Peeters[2]. De kuip is versierd met voorstellingen van Sint-Leonardus in haut-reliëf, evenals de vier oude kerkleraren: Augustinus van Hippo, Hiëronymus van Stridon, Paus Gregorius I en Ambrosius van Milaan;
- een zij-altaar met een houten retabel waar gebeeldhouwde taferelen vijftien mysteries voorstellen;
- een oud houten gepolychromeerd beeld van de Maagd met het Kind;
- een gepolychromeerd houten beeld van het Zegenend Christuskind.

#### Rechts

##### Kapel van Sint-Leonardus

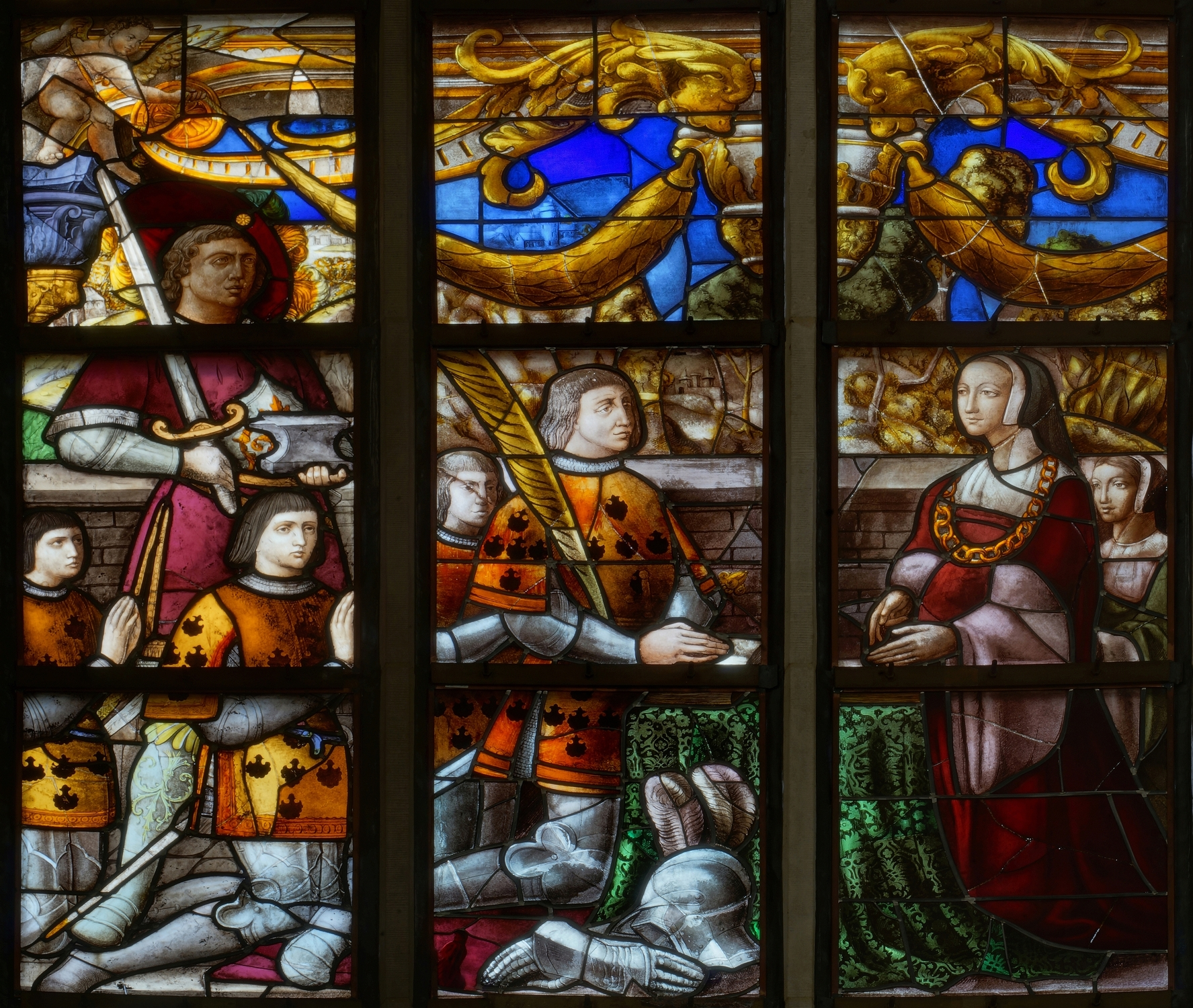
Glasraam De verrijzenis van Christus (anno 1544) (detail) in de kapel van St-Leonardus. Men ziet de schenkers: links ridder Adriaan van der Noot en zijn drie zonen, rechts zijn echtgenote Josina Daens en hun dochter.

In de rechterarm van de kruisbeuk is aan de oostelijke kant een aparte kapel van Sint-Leonardus gebouwd. De daar aanwezige voorwerpen herinneren in de eerste plaats aan het leven van Leonardus van Noblat:
- het zij-altaar met een houten retabel werd in 1905 gemaakt door Jan Gerrits (° 31 mei 1844, † 29 maart 1922) uit Antwerpen;
- een reliekbuste van Leonardus, gemaakt door dezelfde beeldhouwer. Dit voorwerp wordt in Sint-Lenaarts jaarlijks in een processie rondgedragen. Van de ommegang die telkenmale op Pinkstermaandag na de hoogmis vertrekt, werd reeds in de 15e eeuw melding gemaakt;
- een gepolychromeerd beeld van Leonardus met zijn attributen (boeien en kettingen) door Jan Gerrits gemaakt in 1898.
- boven het altaar een muurschildering gemaakt door de Antwerpse schilder: Charles Peeters. Dit fresco dateert van omstreeks de overgang van de 19e naar de 20e eeuw en stelt taferelen voor uit het leven van Leonardus.

In de kapel bemerkt men eveneens een glas-in-loodraam daterende uit de renaissance. Dit raam, de "Verrijzenis van Christus" voorstellende (gemaakt in 1544), is een gift van ridder Adriaan van der Noot (schout van Brecht, oud-schepen van Antwerpen), van zijn echtgenote Josina Daens, alsook van hun drie zonen en twee dochters.
De schenkers staan onderaan dit raam afgebeeld.
Tot slot ziet men in de Sint-Leonarduskapel een meer dan 100 kilogram wegende “boomstamkist”. Deze is in de 14e of de 15e eeuw gemaakt van een tronk inlands hout beslagen met een ijzeren bescherming. Het is een voorloper van de huidige “brandkast”. De kist werd destijds gebruikt voor de bewaring van kerkarchieven.

##### Transeptarm

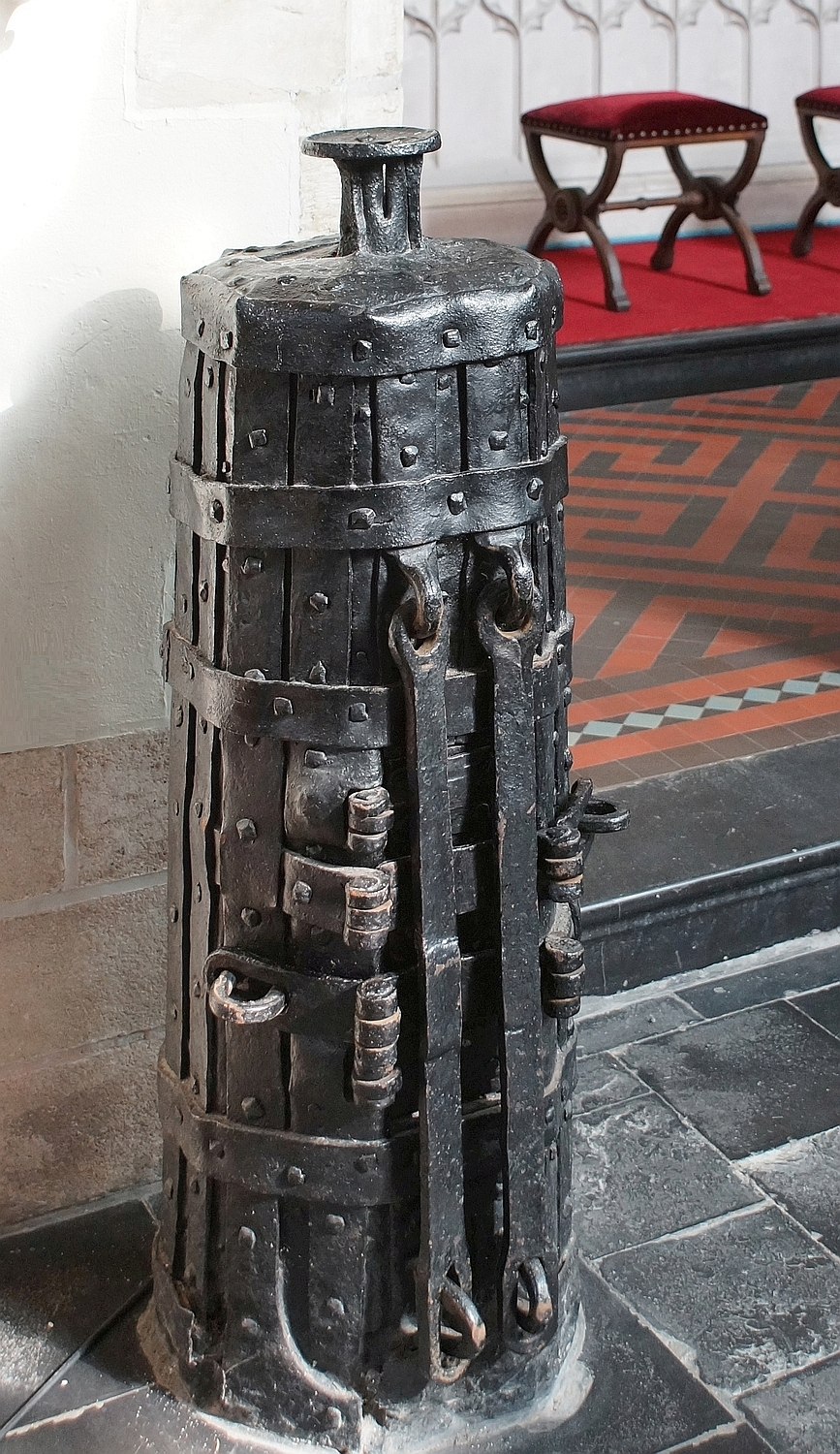
16e-eeuwse offerblok.

- Een zogenaamd “Mechels besloten hofje” bestaande uit een brede, beglaasde houten kast, is het meest opvallende element op deze plaats. Erin bevinden zich drie houten beeldjes die Leonardus, Augustinus van Hippo en Elisabeth van Hongarije voorstellen, te midden van versierselen.
- Boven het besloten hofje ziet men een Heilig Hart-beeld in carrarisch marmer[3], gemaakt door een niet nader genoemde Gentse beeldhouwer.
- Links en rechts van het hofje prijken twee houten beelden: het ene verbeeldt Barbara van Nicomedië met haar attributen (een toren en een zwaard), het andere Augustinus van Hippo met een brandend hart.
- Aan de voet van het hofje bemerkt men een loodzware offerblok uit de 16e eeuw, vervaardigd uit een holle eikenstam, ter versterking beslagen met lijvige ijzeren banden.

### Zijbeuken

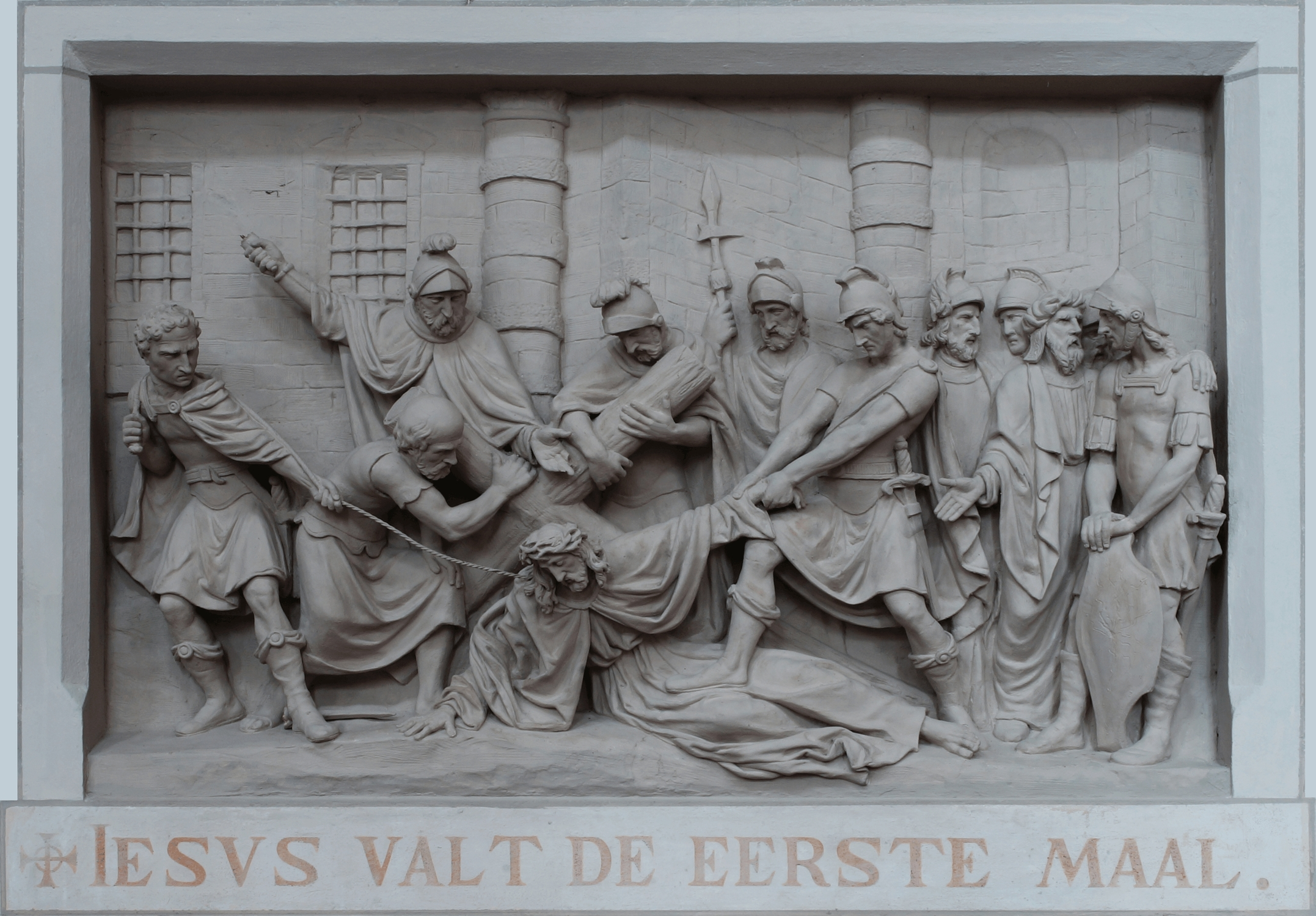
Kruisweg (derde statie) in 1857, gemaakt door Hendrik Peeters-Divoort.

Vast in de muur verwerkt hangt een terracotta kruisweg. Deze bestaat uit 14 monochrome staties in haut-reliëf en werd gemaakt door Hendrik Peeters (° 1815, † 1869) uit Turnhout.

#### Links
Halverwege de linkerzijbeuk treft men een sculptuur aan, dat in 1897 door Jan Gerrits (°1844, † 1922) gemaakt werd. Het beeld werd gepolychromeerd door B. Beyens en verbeeldt Sint-Antonius van Padua.
Ietwat verder ziet men een gepolychromeerde voorstelling van Anna-ten-Drieën, gemaakt door een onbekende auteur.
Ongeveer ter hoogte van de kansel ziet men een wit monochroom beeld van Jozef van Nazareth met het kind Jezus. Dit beeld is het werk van de Antwerpse beeldhouwer en tevens leraar aan de Antwerpse Academie voor Schone kunsten: Jan Frans Deckers (° 1835 † 1916). Het werd gemaakt in 1888. Het gelaat van Jozef vertoont een zeer sterke gelijkenis met dat van Deckers’ zoon: Edward. Naar alle waarschijnlijkheid stond zoon Edward model voor dit beeld.

#### Rechts

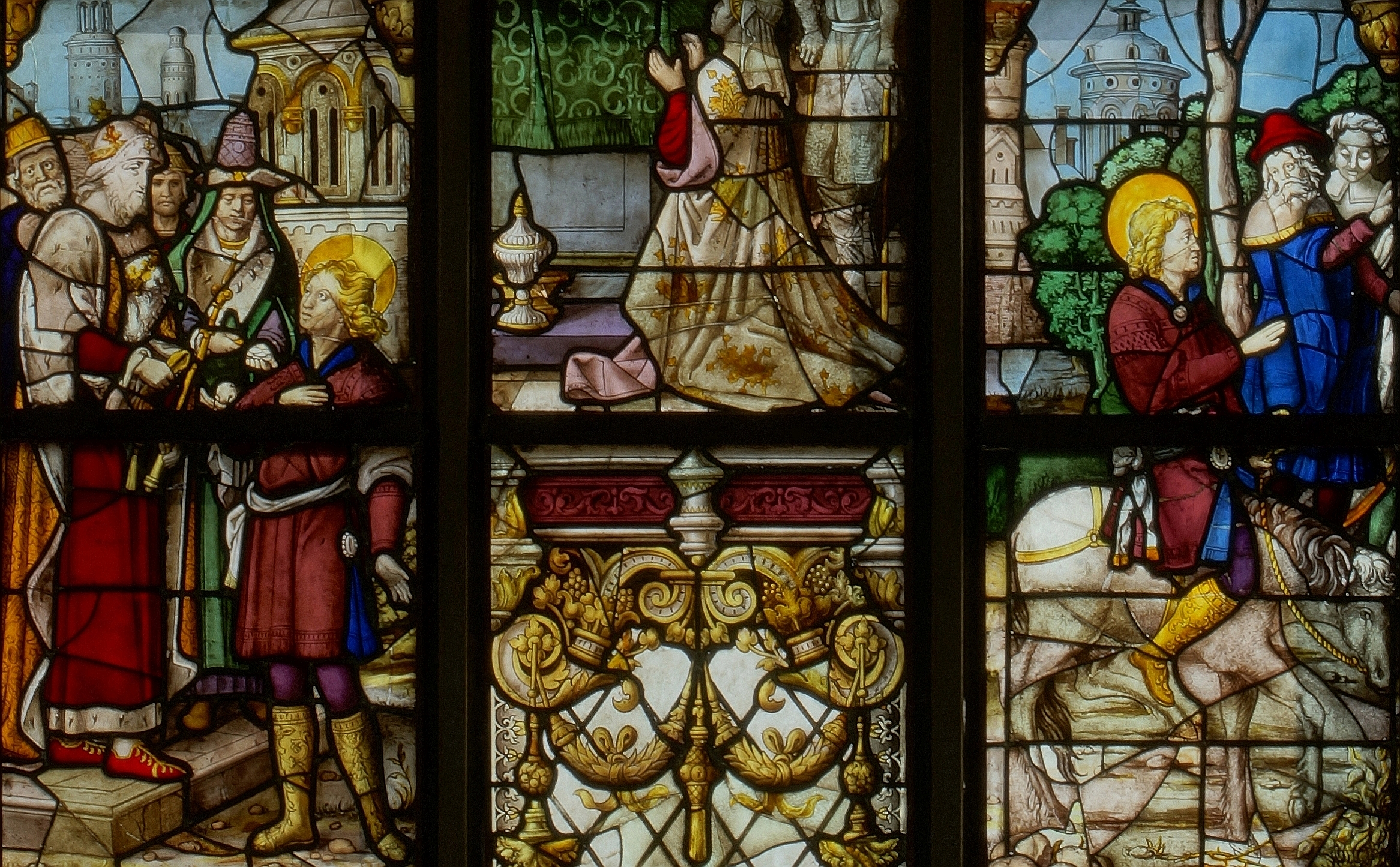
Glasraam Het leven van Sint-Leonardus (anno 1535) (detail). Links ziet men Leonardus die van Clovis de machtiging ontvangt om gevangenen vrij te laten. Rechts ziet men hem vertrekken naar Aquitanië om er te prediken.

Kenmerkend voor de rechterzijbeuk is het fresco aan de westelijke gevel, dat eigenlijk uit twee delen bestaat en een herinnering vormt aan de gesneuvelden van de Eerste Wereldoorlog.
Het bovenste deel stelt Sint-Michaël voor, zegevierend tegenover een draak: het symbool van de overwinning op de kwade. Dit werd geschilderd door Emiel Stoffels naar een ontwerp van Marcel Ganten.
Het onderste gedeelte is een reeks portretten gevat in lauwerkransen: de plaatselijke soldaten, die hun leven offerden voor het vaderland. Dit fresco, vergezeld van de tekst: "Pie Jesu dona eis requiem sempiternam" ("Barmhartige Jezus, verleen hen de eeuwige rust") werd geschilderd door de Antwerpse professor Eduard Pellens (° 1872, † 1947).
In de rechterzijbeuk treft men nog aan:
- een beeld van Maria in biddende houding. Het werd in 1894 gebeiteld door Frans De Vriendt;
- een beeld dat Eligius van Noyen voorstelt.

Tot slot ziet men in de rechterzijbeuk een oud glasraam, daterende van 1535. Het geeft twee gebeurtenissen weer uit het leven van Leonardus:
- links beneden: Leonardus ontvangt van Clovis de machtiging om gevangenen vrij te laten;
- rechts beneden: Leonardus vertrekt naar Aquitanië om er te prediken.

### Funeraria

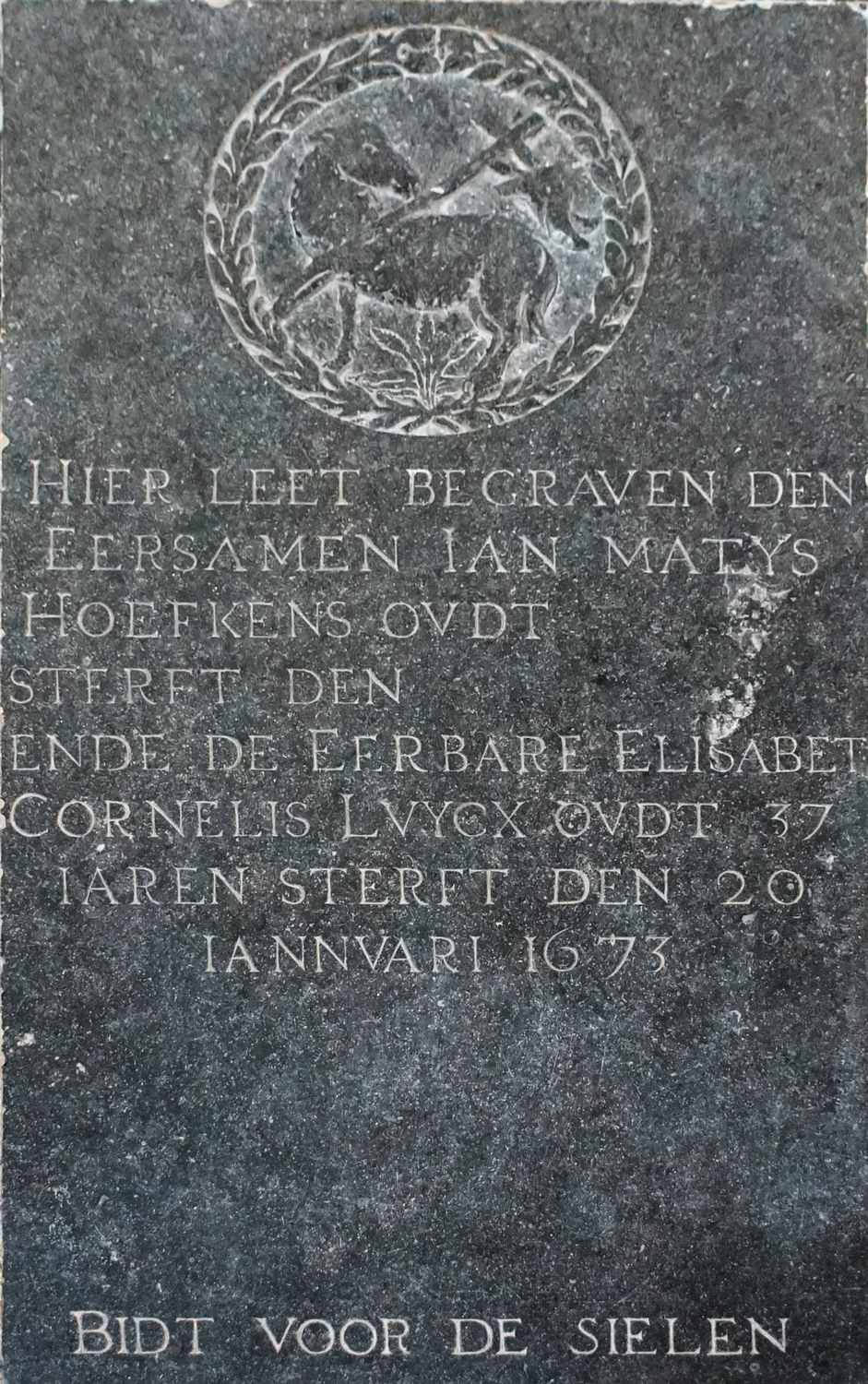
Grafsteen van Ian Matys Hoefkens (anno 1673) in het plaveisel.

In de kerk treft men in de bevloering zeer oude -nog leesbare- grafstenen aan, zo onder meer:
- Magdalena Verdyck: “Sepvltvre van Magdalena Verdyck Iongedochter oud 31 iaeren sterf den 10 september A° 1660. Bidt voor de siele.”
- Lenaert Verdyck: “Sepeltver vanden Eersamen Lenaert Verdyck sterf den 3 marti A° 1672 ovdt 84 iaer Ende de Eerbare Maria Verdyck syn Hvysvrov ovt 74 iaer stref den 13 november A° 1661. Bidt voor de sielen.”
- Cornelies Iacob Verdyck Cornet: “Sepvltvre van de eersame ionckman Cornelies Iacob Verdyck Cornet vande gvlde van Sinte Sebastiaen tot Brecht out 36 iaeren sterf den 9 november 1668. Bidt voor de siele.”
- Ian Matys Hoefkens: “Hier leet begraven den Eersamen Ian Matys ovdt ......... sterft den ......... ende de Eerbare Elisabet Cornelis Lvycx ovdt 37 iaren sterft den 20 iannvari 1673. Bidt voor de sielen.”
- Catelyn Verdyck: “Sepvltvre van de Eerbare Dochter Catelyn Verdyck out synde 55 iaer sterf den 10 meert 1675. Bidt voor de siele.”